# Silat az-Zahr
Silat az-Zahr (arab. ‏سيلة الظهر‎) – palestyńskie miasto położone w muhafazie Dżanin, w Autonomii Palestyńskiej. Według danych szacunkowych Palestyńskiego Centralnego Biura Statystycznego w 2016 roku miejscowość liczyła 7201 mieszkańców